# Lamabayung
Lamabayung is een bestuurslaag in het regentschap Flores Timur van de provincie Oost-Nusa Tenggara, Indonesië. Lamabayung telt 758 inwoners (volkstelling 2010).